# Уїльський район
Уї́льський район (каз. Ойыл ауданы, рос. Уилский район) — адміністративна одиниця у складі Актюбінської області Казахстану. Адміністративний центр — село Уїл.

## Населення
Населення — 16058 осіб (2021; 18619 в 2009, 20865 у 1999, 21635 у 1989).
Національний склад (станом на 2016 рік):
- казахи — 18864 особи (99,08 %)
- росіяни — 134 особи
- татари — 36 осіб
- українці — 5 осіб

## Склад
До складу району входять 7 сільських округів:
| Поселення                              | Площа, км² | Населення, осіб (1989) | Населення, осіб (1999) | Населення, осіб (2009) | Населення, осіб (2021) | Центр    | Населені пункти |
| -------------------------------------- | ---------- | ---------------------- | ---------------------- | ---------------------- | ---------------------- | -------- | --------------- |
| імені Шиганак Берсієва сільський округ | 1605,57    | 2588                   | 2347                   | 2144                   | 1770                   | Каратал  | 3               |
| Каїндинський сільський округ           | 1210,25    | 1899                   | 2058                   | 1503                   | 1006                   | Акжар    | 2               |
| Караойський сільський округ            | 868,58     | 2056                   | 1861                   | 1540                   | 1058                   | Караой   | 2               |
| Коптогайський сільський округ          | 1903,66    | 3139                   | 2929                   | 2872                   | 2041                   | Коптогай | 4               |
| Саралжинський сільський округ          | 1969,21    | 2684                   | 2658                   | 2109                   | 1682                   | Кемер    | 5               |
| Сарибійський сільський округ           | 1167,55    | 1888                   | 1758                   | 1618                   | 1093                   | Сарибіє  | 2               |
| Уїльський сільський округ              | 1627,92    | 7381                   | 7254                   | 6833                   | 7408                   | Уїл      | 4               |

## Найбільші населені пункти
Населені пункти з чисельністю населення понад 1000 осіб:
| № | Населений пункт | Населення, осіб (1989) | Населення, осіб (1999) | Населення, осіб (2009) | Населення, осіб (2021) |
| - | --------------- | ---------------------- | ---------------------- | ---------------------- | ---------------------- |
| 1 | Уїл             | 5 787                  | 5 591                  | 5 340                  | 6 355                  |
| 2 | Каратал         | 1 708                  | 1 513                  | 1 343                  | 1 174                  |